# コラカオ

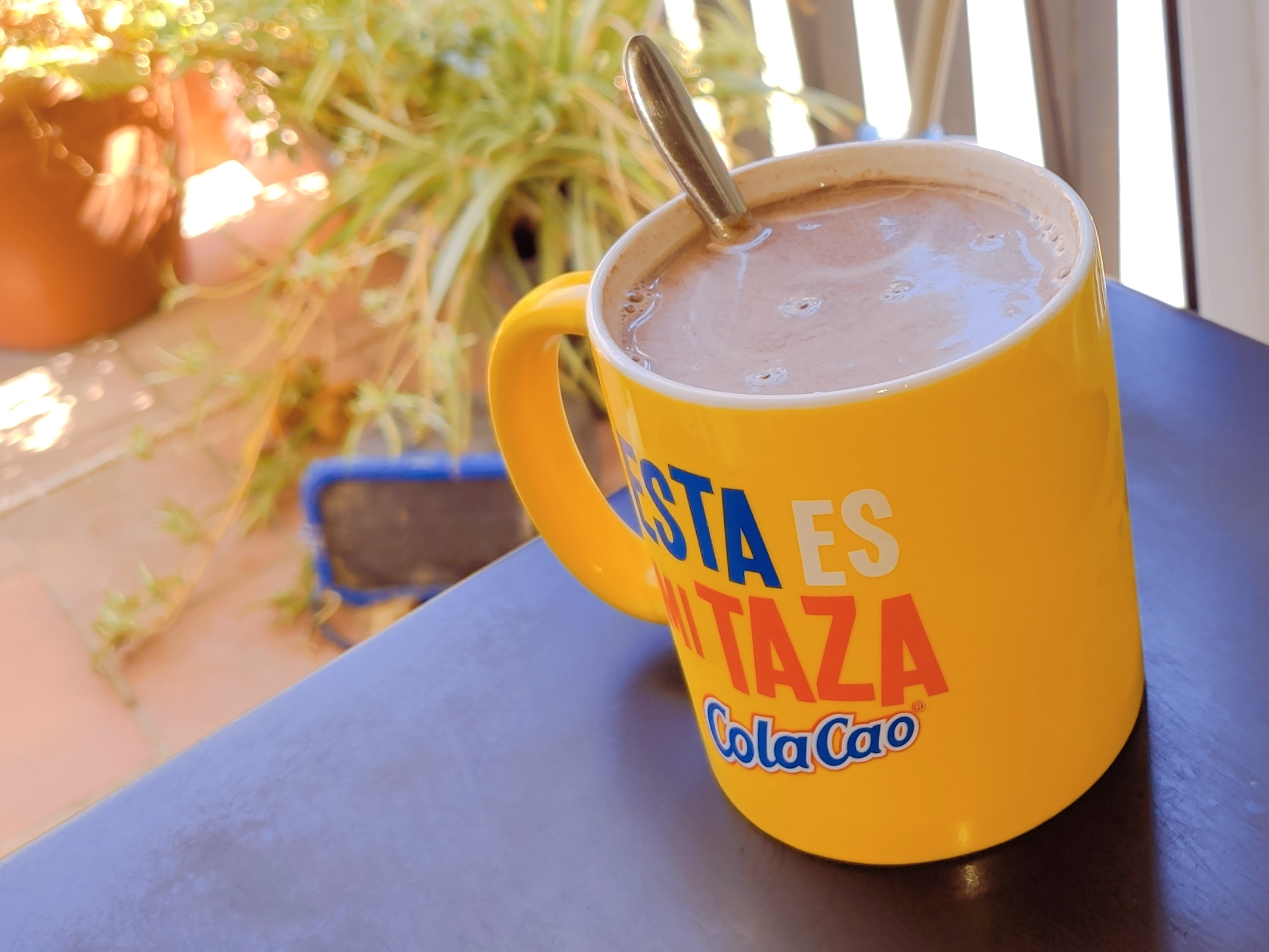
マグカップに入ったコラカオ

コラカオ（スペイン語: Cola Cao またはColaCao）は、スペイン・バルセロナに本社を置く食品製造グループ、ヌトレスパ (Nutrexpa) が栄養ドリンクとして販売している粉末状チョコレート（ココア）飲料。原材料はカカオ、コーラ、ビタミン、カルシウム、リン、鉄分など。世界数か国で販売されている。

## コラカオの歴史
1946年より生産が始まった。1950年代には当時のラジオで流れたコマーシャルソング「黒人少年の歌」(Canción del Negrito)または「コラカオの歌」(La Canción del Cola Cao) の効果で、「理想的な朝食と間食」(desayuno y merienda ideal) というキャッチコピーとともにスペイン中に広まった。
スペインにテレビが普及し始めた1962年には、最初のコマーシャルを放映しており、コマーシャルソングの歌詞に合わせたアニメーション画像を流した。1972年にはミュンヘン・オリンピックのスポンサー企業になったため、コラカオがオリンピック公式食品となった。1981年にチリのサンティアゴに工場が設立された。1989年には中国の天津に工場が建設され、高乐高（Gao-le-Gao, 乐は楽の簡体字）という中国語名で製造販売が始まった。1992年のバルセロナ・オリンピックにて再びオリンピック公式食品となった。日本では1990年に森永製菓を通して「コラカオ」として販売された。当時のアイドルCocoがコマーシャルに出演するなどしたが、その後日本市場から撤退した。しかし2007年より、「Cola Cao チョコレートロールケーキ」として、中国工場で製造されたものが日本に出回るようになっている。
「コラカオの歌」は、コマーシャルソングといっても2番まである長い曲で、プロモーション用のレコードが配布されたこともある。 スペインで育った者にとっては日本で言うところの「懐かしのコマソン」であるため、1990年代にはスペインのカラオケのレーザーディスクにも入っており、2008年現在も一般人のパーティーや飲み会の余興で歌われその様子がYouTubeなどにも投稿されている。また2003年度ユーロ・ジュニアのスペイン代表5名から成るグループ3+2 (Tresmasdos) のカバー・バージョンが2004年リリースのアルバム 『Girando Sin Parar』に収められている。パッケージデザインの一つとして、歌詞にある熱帯アフリカでの収穫を描いたものが使われ続けている。
ヌトレスパ社は『クレヨンしんちゃん』とタイアップしており、2008年1月から4月までカナリア諸島やバレアレス諸島を含むスペイン全域で「2008年しんちゃんプロモーション」を行っている。コラカオや姉妹商品のノシジャ（Nocilla）チョコレート・スプレッドのパッケージにクレヨンしんちゃんを用い、しんちゃんグッズがプレゼントされる。

## 飲用方法
形状としてはネスレ日本社が販売する麦芽飲料ミロや、ネスレUSA社がアメリカで販売する粉末チョコレート・ネスクィック (Nesquik) に近い。ホットチョコレートに比べるとどろっとしており、しばしば「熱いプリン」と称される。スプーンを使って飲むことが多い。またシリアルのトッピングや焼き菓子の材料にも使用できる。
コラカオは熱い牛乳と混ぜるのが一般的だが、冷たい牛乳、湯、水と混ぜて飲むこともできる。ヨーロッパ市場ではそのまま飲めるスポーツドリンク・タイプも販売されている。
スペインでは朝昼晩を問わず飲むものであり、とくに一日5回の食事のうち朝食と間食向きだと言われる。家庭で作って飲むだけでなく、たいていどこのバールでも注文できる。バールやホテルでは熱い牛乳と混ぜたものが出される。この類の飲料においてはスペインで最も人気のあるブランドである。

## 販売形態
容器は黄色に赤いふたでインスタントコーヒー容器に似た瓶入りであるが、スポーツドリンクの瓶入り、数百グラムの袋入り、粉末スープのように1回分ずつパッケージされたものなどがある。また国によって多少販売商品が異なる。
- ヨーロッパ：スペイン・バルセロナ工場（1946年設立）の生産ライン[1]
  - コラカオ（オリジナル）、ターボ（インスタント）、ファイバー（植物繊維入り）、ライト（低カロリー、無糖）、エネルギー（そのまま飲めるスポーツ飲料）、コンプレト（穀物・果物入り）
- 南アメリカ：チリ・サンティアゴ工場（1981年設立）の生産ライン[1]
  - コラカオ・オリジナル、ライト
  - コラカオ・シリアル
- アジア：中国・天津工場（天津高乐高食品有限公司 1989年設立）の生産ライン[4]
  - 高乐高 巧克力味（コラカオ・オリジナル チョコレート味）、水果口味（フルーツ味）
  - 高乐高 巻巻心（ロールケーキ）
  - 高乐高 棒棒醤（スプレッド）

## 日本における裁判
花王株式会社は1981年出願（昭56-057149）の登録商標1604461号で「KAO」を登録し、この商標の連合商標としてココアを含む飲料商品における商標「KAO」を1987年8月20日に出願し、1990年1月30日に登録された（登録 2204125号）。
一方、ヌトレスパ社は既に1978年8月16日に同分野（飲料）における登録商標「コラカオ」と「COLA CAO」を出願していたが、審査に落ち続けていた。これは原材料がコーラであってもココア飲料にコーラという名前が用いられているためCOLAがどこまで商品名の一部として使用されるか、つまり品質表示の部分 (COLA) と名前の部分 (CAO) が分離し、COLAを省略してCAOだけが用いられる可能性はないか、CAOはKAO（カオー、カオウ、花王）との混乱を生じるのではないか、という懸案があったためである。
1991年にヌトレスパ社は、類似名であるとしてCOLA CAOの商標登録が遅れている原因の源であるKAOが先に審査を終え、登録許可されているのは商標法第8条「類似の商標について異なつた日に二以上の商標登録出願があつたときは最先の商標登録出願人のみがその商標について商標登録を受けることができる」などに反するとして、KAOの商標登録無効審判（平成3年1991年審判第7111号）を請求した。
審判は1996年1月5日にくだったが、既に1993年8月31日に「コラカオ」と「COLA CAO」がともに商標登録されており（登録 2564360号）、また特許庁審判官はコラとカオはひとまとまりで「コラカオ」と称されるのが普通であるため、KAO（カオー、カオウ、花王）とは混同しないという見解により、KAOの登録無効を認めなかった。
同年、ヌトレスパ社は特許庁がコラカオの呼称の認定を誤って登録が遅れた（コラカオの方が先に申請されていた）のであるから、特許庁の審決（KAOの登録無効却下）を不服として取り消す訴えを東京高等裁判所にて起こした。高等裁判所はCOLAとCAOの間にスペースが存在する以上CAOという呼称が生まれる可能性があること、また品質を表示する部分 (COLA) と分離してCAOが一人歩きする可能性があることは否めず、特許庁の審査姿勢、審判は正当であるとした。しかしカタカナのコラカオは間が均等に空いており、COLA CAOのアルファベット表記もCAOだけを強調するものではなく、またコラカオもCOLA CAOも短く発音が容易な名称であるため、実際COLA CAOがCAOと呼ばれる可能性は低く、KAOとの混乱はないという特許庁の審判内容も認めている。そしてCOLA CAOとKAOとは別物であって混乱しない（別物と認められたためCOLA CAOの登録許可が下りた）のであるから、COLA CAOとKAOが類似している（混乱する）ためにKAOの商標を無効にすべきという請求理由は存在しない、とした。よって1997年7月9日高等裁は、ヌトレスパ社の申し立てには理由がないとして棄却した（平成8年1996年（行ケ）第71号）。